# Pseudomyicola spinosus
Pseudomyicola spinosus is een eenoogkreeftjessoort uit de familie van de Myicolidae. De wetenschappelijke naam van de soort is voor het eerst geldig gepubliceerd in 1885 door Raffaele & Monticelli.